# ピーター・トムス
ピーター・トムス (Peter Thoms) は、オーストラリア生まれのイングランドのミュージシャン、作曲家で、かつてランドスケイプというバンドで、キーボードやトロンボーンを演奏していたことで知られている。

## 経歴
オーストラリアのメルボルンに生まれ育ち、当地でバンド活動を始め、後にシドニーに移ってミュージカル『ヘアー』に出演するなどした。
1973年にロンドンへ移って演奏活動を始め、1974年にランドスケイプに参加した。ランドスケイプは、当初は8人編成だったが、程なくしてリチャード・ジェームズ・バージェス（ボーカル、ドラムス）、クリストファー・ヒートン (Christopher Heaton)（キーボード）、アンディ・パスク（ベース）、ピーター・トムス（トロンボーン、キーボード）、ジョン・ウォルターズ（キーボード、木管楽器）の5人編成となった。デビュー・アルバムを出す前からライブやツアーの実績を積んで支持者を獲得し、ようやく1979年にデビュー・アルバム『ランドスケイプ』がリリースされた。続く1981年のアルバム『火星のティー・ルームより... (From the Tea-Rooms of Mars...to the Hell-Holes of Uranus)』から、「Einstein A-Go-Go」が、全英チャートでトップ5に入るヒット曲となった。3枚目のアルバム『Manhattan Boogie-Woogie』は、ダンス・アルバムとして好評を得た。このアルバムのリリースの後、ヒートンとトムスはバンドを脱退し、バンドは3人編成のランドスケイプIII (Landscape III) と名乗るようになったが、それも1984年に解散となった。
ランドスケイプの解散後、トムスはセッション・ミュージシャンとしての仕事を続け、ブームタウン・ラッツのホーン・セクションの一員としてライヴエイドに参加したほか、カイリー・ミノーグ、ティナ・ターナー、ジュールス・ホランド、ロジャー・ウォーターズ、ピート・タウンゼント、ミッジ・ユーロなどと共演した。トムスはまた、トーマス・ドルビーの1984年のアルバム『地平球 (The Flat Earth)』にも参加しており、同年のドルビーのツアーにはトロンボーン奏者として加わっていた。トムスは、2003年から2018年までの15年間、イギリスの音楽家ユニオン本部に勤めた。その後は、活発な演奏活動に復帰した。